# Eupoecilia sumatrana
Eupoecilia sumatrana là một loài bướm đêm thuộc họ Tortricidae. Loài này được tìm thấy ở Sumatra, Indonesia.